# Anthony Geslin

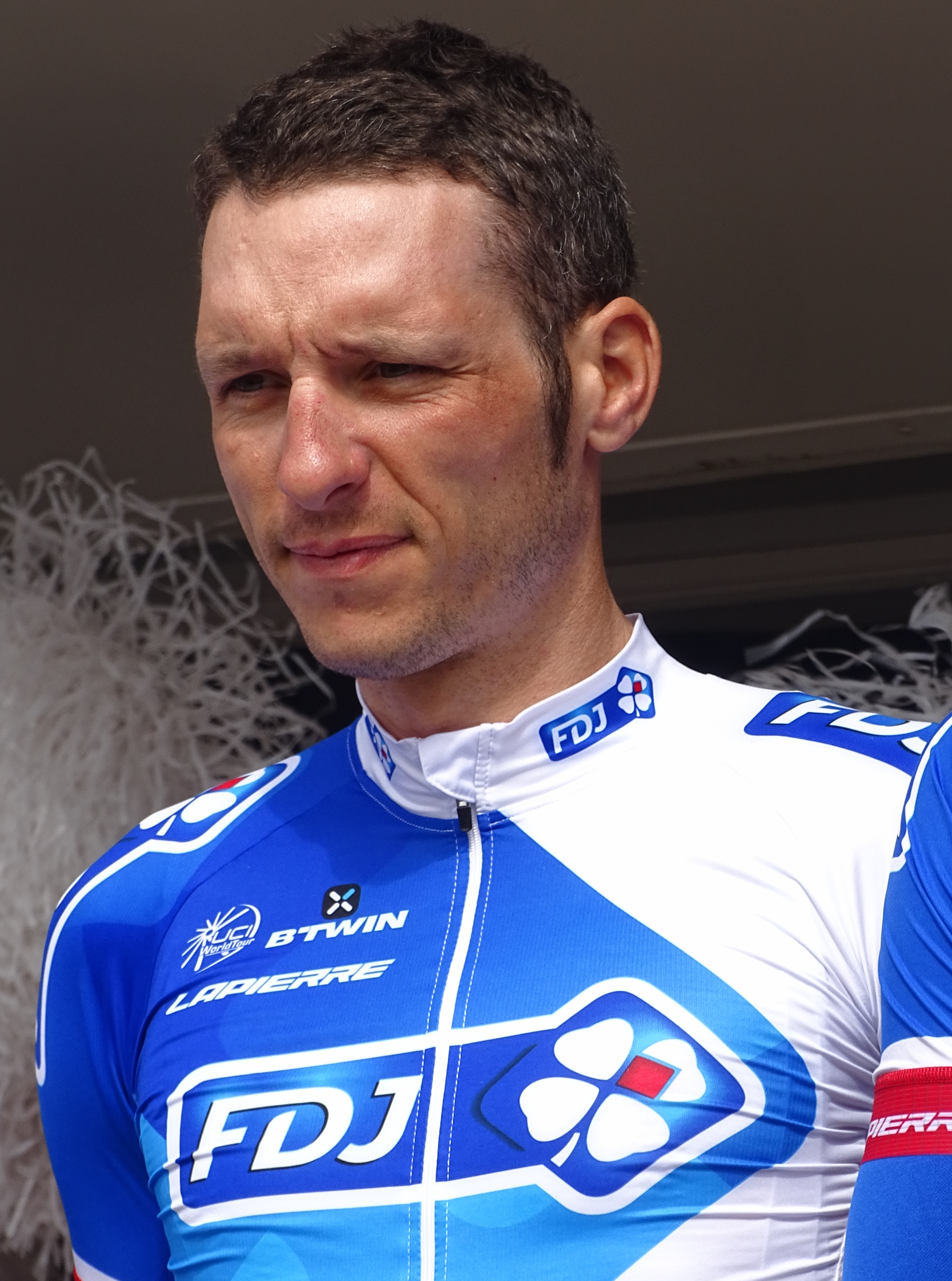
Anthony Geslin (2015)

Anthony Geslin (* 9. Juni 1980 in Alençon) ist ein ehemaliger französischer Radrennfahrer.

## Sportlicher Werdegang
Anthony Geslin gewann 1998 das bedeutende Juniorenrennen Trofeo Karlsberg und wurde beim Chrono des Herbiers Zweiter. Auch seinen Titel als französischer Zeitfahrmeister konnte er im selben Jahr verteidigen.
2000 wurde Geslin Profi bei dem französischen Radsportteam Bonjour. Seinen ersten Profisieg feierte er 2004 bei der Route Adélie. Nach seiner ersten Tour-de-France-Teilnahme 2005 gelang ihm sein der größte Erfolg seiner Laufbahn: Bei den Straßen-Radweltmeisterschaften belegte er im Straßenrennen aus einer 25-köpfigen Spitzengruppe den dritten Platz hinter Tom Boonen und Alejandro Valverde.
Sechs Mal startete Geslin bei der Tour de France, konnte sich dabei aber nie vorne platzieren. Drei Mal nahm er an der Vuelta a España teil, erreichte jedoch nie das Ziel.
Ende 2015 beendete Geslin seine Radsportkarriere, um künftig als Vermögensberater für Radprofis tätig zu sein.

## Erfolge
1998
- Trofeo Karlsberg

2003
- Criterium des Espoirs

2004
- Route Adélie

2005

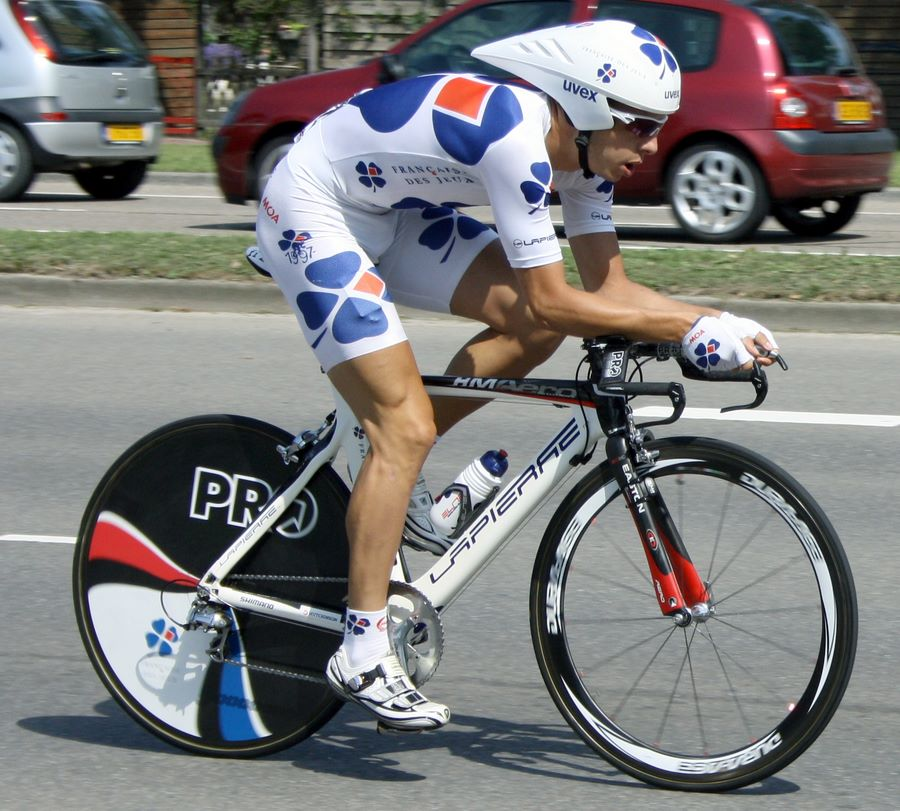
Geslin bei der Eneco Tour 2009

- Weltmeisterschaft – Straßenrennen

2006
- Paris–Camembert

2007
- Trophée des Grimpeurs

2008
- Tour du Doubs

2009
- Brabantse Pijl

## Grand-Tour-Platzierungen
| Grand Tour            | 2003 | 2004 | 2005 | 2006 | 2007 | 2008 | 2009 | 2010 |
| --------------------- | ---- | ---- | ---- | ---- | ---- | ---- | ---- | ---- |
| Giro d’ItaliaGiro     | –    | –    | –    | –    | –    | –    | –    | –    |
| Tour de FranceTour    | 114  | –    | 97   | 88   | 98   | –    | 119  | 146  |
| Vuelta a EspañaVuelta | –    | –    | DNF  | DNF  | –    | DNF  | –    | –    |

## Teams
- 2000: Bonjour
- 2001: Bonjour
- 2002: Bonjour
- 2003: Brioches La Boulangère
- 2004: Brioches La Boulangère
- 2005: Bouygues Télécom
- 2006: Bouygues Télécom
- 2007: Bouygues Télécom
- 2008: Bouygues Télécom
- 2009: Française des Jeux
- 2010: Française des Jeux
- 2011: FDJ
- 2012: FDJ-Big Mat
- 2013: FDJ.fr
- 2014: FDJ.fr
- 2015: FDJ